# Igreja Presbiteriana Reformada do México
A Igreja Presbiteriana Reformada do México (IPRM) - em espanhol Iglesia Presbiteriana Reformada de México - é uma denominação reformada presbiteriana no México. Foi formada em 1947, por igrejas dissidentes da Igreja Nacional Presbiteriana do México.

## História

### Origem
As igrejas presbiterianas são oriundas da Reforma Protestante do século XVI. São as igrejas cristãs protestantes que aderem à teologia reformada e cuja governo eclesiástico se caracteriza pelo governo de assembleia de presbíteros. O governo presbiteriano é comum nas igrejas protestantes que foram modeladas segundo a Reforma protestante suíça, notavelmente na Suíça, Escócia, Países Baixos, França e porções da Prússia, da Irlanda e, mais tarde, nos Estados Unidos.
Em 1947, um conflito devido a questões doutrinárias, administrativas e de personalidade, gerou divisão na Igreja Nacional Presbiteriana do México (INPM). Consequentemente, alguns presbitérios se separaram da INPM e constituíram a Igreja Presbiteriana Independente do México (IPIM) no mesmo ano.
A denominação cresceu e se espalhou pelo país. Em 1962, a denominação passou a se relacionar com a Igreja Cristã Reformada da América do Norte (ICRAN), que passou a enviar missionários para o país. 

### Separações e mudança de nome
Em 1984, todavia, a IPIM se dividiu, visto que alguns pastores e membros desejam cortar relações com a ICRAN. Consequentemente, a denominação mudou de nome para Igreja Presbiteriana Reformada do México (IPRM), que manteve relacionamento continuado com a ICRAN. 
Um grupo de igrejas se opôs a esse relacionamento e se separou da IPRM e fundou uma nova denominação com o mesmo nome que a IPRM usava anteriormente, Igreja Presbiteriana Independente do México (IPIM).

### Atualidade
Em 2004, a IPRM tinha 26.000, em 102 igrejas.

## Relações Intereclesiásticas
A igreja é membro da  Comunhão Mundial das Igrejas Reformadas. 